# Denkbild
Denkbild ist die Bezeichnung für den von Walter Benjamin geprägten Begriff für einen Aphorismus oder eine  philosophisch-literarische Miniatur,  verstanden als erkenntnistheoretisches Modell, das ein Problem in bildhafter Formulierung ausdrückt.
Als eine „Sammlung von Denkbildern“ hat Theodor W. Adorno Benjamins Publikation Einbahnstraße charakterisiert.